# ChessBase
ChessBase —- компанія, що видає шахові програми, підтримує сайт шахових новин, і має сервер для гри в шахи в Інтернеті. Компанія має масивні бази даних шахових партій, які містять всі історичні партії, багато з яких коментовано.

## Компанія
ChessBase Matrimony (Гамбург, Німеччина) —- ім'я компанії, яка продає це та інше програмне забезпечення, яке має відношення до шахів. ChessBaseUSA видає продукцію у США.
Компанія утримує обширну он-лайн базу даних. У жовтні 2006 року, ця база даних містила 2,4 мільйони партій (зараз ця цифра зросла приблизно до 4,5 мільйонів). Ця оперативна база даних може бути доступна безпосередньо через програму бази даних ChessBase.

## База даних
ChessBase 9 (поточна версія) —- популярна комерційна програма бази даних для зберігання і пошуку шахових партій під Microsoft Windows. ChessBase використовує власний формат для зберігання ігор, але може також експортувати та імпортувати партії в PGN. Власний формат ChessBase займає більший простір на жорсткому диску, але має додаткові функції, які не можливі в PGN. Програмне забезпечення може перетворювати файли з PGN в формат ChessBase і навпаки.
Програмні засоби бази даних ChessBase об'єднують рушії для аналізу, як наприклад Fritz, Junior Shredder (всі — продукція Chessbase) і декілька вільних рушіїв, зокрема Crafty, написаний професором Робертом Хайаттом.
ChessBase також має безкоштовну версію своєї програми ChessBase Light 2007. Безкоштовна версія є урізаною версією ChessBase 9, яка має деякі обмеження.

## Рушії
Компанія ChessBase продає сімейство шахових рушіїв (Shredder, HIARCS, Junior, ChessTiger, NIMZO та інші).

## Шаховий сервер Playchess
Компанія Chessbase володіє шаховим сервером Playchess. Це конкурент для інших комерційних серверів, як наприклад Internet Chess Club і некомерційного Free Internet Chess Server. Доступ до playchess вимагає програми Fritz, або один з останніх в сімействі рушіїв.

## Сайт новин
Chessbase також підтримує вебсайт новин, що містить шахові новини і інформацію про продукцію. Сайт доступний англійською, німецькою і іспанською мовами.

## Зноски
1. 1 2  National Software Reference Library
2. ↑  John Watson, Secrets of Modern Chess Strategy: Advances Since Nimzowitsch (London: Gambit Publications, 1998), 8.
3. ↑  Karsten Muller and Frank Lamprecht, Fundamental Chess Endings: A New Endgame Encyclopedia for the 21st Century (London: Gambit Publications, 2001), 9-10.
4. ↑  Chess Database — 4,2 million games. Архів оригіналу за 23 жовтень 2007. Процитовано 28 березень 2008. [Архівовано 2007-10-23 у Wayback Machine.]
5. ↑  ChessBase — Download
6. ↑  Chess News, Chess Programs, Databases — Play Chess Online. Архів оригіналу за 4 грудня 2013. Процитовано 21 квітня 2022.